# ورزشگاه برادم مکلا
ورزشگاه برادم مکلا ورزشگاهی چندکاربردی در مکلا، یمن می‌باشد. امروزه از آن بیشتر برای برپایی مسابقه‌های فوتبال و به عنوان ورزشگاه خانگی باشگاه فوتبال شعب حضرموت استفاده می‌شود. این ورزشگاه گنجایش ۲۰۰۰۰ نفر تماشاچی را دارد.